# دودنهوفن
دودنهوفن (به آلمانی: Dudenhofen) یک شهر در آلمان است که در راین-پفلاتس-کرایس واقع شده‌است. دودنهوفن ۵٬۷۹۸ نفر جمعیت دارد.